# Гаттенгофен (Баварія)
Гаттенгофен (нім. Hattenhofen) — громада в Німеччині, розташована в землі Баварія. Підпорядковується адміністративному округу Верхня Баварія. Входить до складу району Фюрстенфельдбрук. Складова частина об'єднання громад Маммендорф.
Площа — 7,17 км2. Населення становить 1537 ос. (станом на 31 грудня 2020).

## Галерея

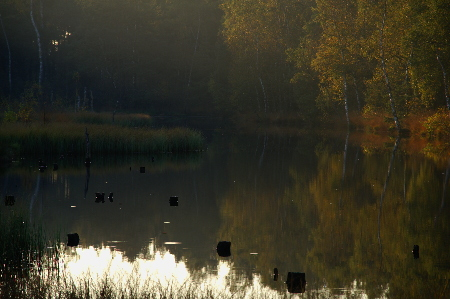